# 脇功
脇 功（わき いさお、1936年12月11日 - 2017年12月18日）は、イタリア文学者、プール学院大学名誉教授。
愛媛県出身。1964年京都大学大学院文学研究科博士課程単位取得退学。
1968年から1970年までイタリア政府給費留学生としてローマ大学文学部に留学。
1980年代半ばよりプール学院大学教授、退任し名誉教授。
2001年に、ルドヴィーコ・アリオスト『狂えるオルランド』により、第38回日本翻訳文化賞と第11回ピーコ・デッラ・ミランドラ賞を受賞。

## 訳書
- 『愛は囚われず 暗黒と闘った人々の手紙』（共編訳、合同出版） 1965
- 『偉大なる幻影』（ディーノ・ブッツァーティ、松谷健二共訳、早川書房、ハヤカワSFシリーズ） 1968
- 『休戦』（プリモ・レーヴィ、早川書房、ハヤカワ・ノヴェルズ)　1969
- 『ある愛』（ディーノ・ブッツァーティ、在里寛司共訳、河出書房新社） 1969
- 『柔かい月』（イタロ・カルヴィーノ、河出書房新社） 1971、ハヤカワ文庫 1981、河出文庫 2003
- 『ひとりは誰でもなく、また十万人』（ルイジ・ピランデルロ、河出書房新社） 1972
- 『七人の使者 短編集』（ディーノ・ブッツァーティ、河出書房新社） 1974、新版1990
- 『罪なき者』（ガブリエレ・ダヌンツィオ、ヘラルド出版） 1979、同文庫 1982 - 映画『イノセント』の原作[4]
- 『倦怠』（アルベルト・モラヴィア、河盛好蔵共訳、河出書房新社） 1980、河出文庫 1983、文庫改版 2000
- 『冬の夜ひとりの旅人が』（カルヴィーノ、松籟社、イタリア叢書） 1981、ちくま文庫 1995、白水Uブックス 2016
- 『怒りの惑星』（パオロ・ヴォルポーニ、松籟社、イタリア叢書） 1985
- 『砂のコレクション』（カルヴィーノ、松籟社、イタリア叢書） 1988
- 『不在の騎士』（カルヴィーノ、松籟社、イタリア叢書） 1989
- 『待っていたのは 短編集』（ブッツァーティ、河出書房新社） 1992
- 『タタール人の砂漠』（ブッツァーティ、松籟社、イタリア叢書) 1992、岩波文庫 2013
- 『マンドラーゴラ』（マキァヴェッリ、「全集4」筑摩書房） 1999
- 『狂えるオルランド』（アリオスト、名古屋大学出版会） 2001、新版（上・下）2022
- 『カンティ』（レオパルディ、柱本元彦共訳、名古屋大学出版会） 2006、新版2024
- 『快楽 薔薇小説1』（ダヌンツィオ、松籟社） 2007
- 『罪なき者 薔薇小説2』（ダヌンツィオ、松籟社） 2008
- 『死の勝利 薔薇小説3』（ダヌンツィオ、松籟社） 2010
- 『七人の使者 / 神を見た犬　他十三篇』（ブッツァーティ、岩波文庫） 2013
- 『ランペドゥーザ全小説』（ジュゼッペ・ランペドゥーサ、武谷なおみ共訳、作品社） 2014 - 『山猫』[5]『短編集』ほか、